# Institut minier de Moscou
L’Institut minier de Moscou (Московский государственный горный университет) est une université russe  formant à l'origine des ingénieurs des mines. Il demeure aujourd'hui le plus grand établissement russe dans cette spécialité.

## Histoire
Le 4 septembre 1918, les Soviets décidaient de créer l’École des Mines de Moscou, et y affectèrent en 1920 Ivan Goubkine, le responsable de la Commission des Pétroles créée par Lénine. Jusqu'en 1930, elle comporta six instituts indépendants, dont l’Institut de Génie Minier de Moscou. Depuis, cet institut s'est imposé comme l'une des plus grandes écoles des mines du pays, ainsi que l'un des principaux centres de recherche en génie minier. En 1993, compte tenu de sa place dans les sciences appliquées à l'industrie extractive et dans la formation des ingénieurs russes des mines, il a été rebaptisé Université Nationale des Mines.

## Programme pédagogique
L'université propose deux cursus parallèles : le premier, d'une durée de quatre ans, correspond à un programme de licence et débouche sur l'attribution du diplôme de Licence ès sciences. Toutes les spécialités de cette filière comportent un tronc commun couvrant les sciences exactes, les sciences de l'ingénieur, les sciences humaines, les activités artistiques plus une spécialisation, appelée « dominante ».
Le second cursus se fait en cinq ans et débouche sur l’attribution du diplôme d’ingénieur des mines. L’objectif de cette formation est une spécialisation poussée aux métiers de la prospection et du génie minier : les ingénieurs diplômés sont censés disposer d'un bagage de licence avec des compétences en encadrement et une connaissance précise des opérations intervenant dans l'extraction et l'élaboration des minerais.
Les meilleurs étudiants de licence peuvent poursuivre en mastère (appelé « troisième niveau »), moyennant deux années supplémentaires. Le programme du mastère comporte la présentation d'exposés, la rédaction de rapports et finalement la soutenance d’un mémoire de fin d'étude.

## Calendrier
L'année universitaire est divisée en deux trimestres de 17 semaines (automne et printemps). Chaque semestre compte pour une unité de valeur et est sanctionné par des examens et travaux dirigés. La pédagogie de l'Institut repose sur l'association entre cours théorique et instruction pratique. Vers la fin de la deuxième année, l'étudiant doit choisir une spécialisation. Une fois reçus à la licence, ils pourront approfondir une des disciplines suivantes ; exploitation souterraine ou à ciel ouvert, géologie et prospection, élaboration des matières premières, économie minière et management, écologie et génie de l'environnement, informatique et génie logiciel, etc.

## Départements
Les six facultés (departements) de l’Université forment aujourd'hui quelque 5 000 étudiants en premier cycle et 300 étudiants en troisième cycle. Ces facultés sont :
- Faculté des houillères et du génie souterrain
- Faculté de métallurgie et des ressources minérales non-métalliques
- Faculté de génie Physique
- Faculté d’électromécanique appliquée aux mines
- Faculté d’Automatique et d’informatique
- Faculté de formation permanente et de formation par Correspondance.

L’Université dispose de laboratoires et d'unités de recherche, d'un réseau informatique, de centres de loisir, d’hôtels et complexes sportifs. Elle comporte aussi un Lycée (classes de première et de terminale) et une classe préparatoire. L'université nationale des Mines de Moscou peut répondre à des programmes de recherche. Elle a sa propre maison d'édition. Les diplômes délivrés dans la spécialité du génie minier sont reconnus à l'étranger. Une filière de l'établissement est consacrée aux applications au génie militaire.
Les différents diplômes délivrés sont : Licence ès sciences, ingénieur des mines, Mastère en Sciences, doctorat et habilitation.
Spécialités: information assistée par ordinateur et contrôle-commande ; explosifs; outillage minier ; génie de l'environnement ; prospection ; encadrement ; traitement des minerais ; exploitations à ciel ouvert ; exploitation des mines ; systèmes de C.A.O. ; génie mécanique ; design en matériaux industriels ; contrôle et information in engineering systems; processus physique de production minière ; excavation des mines et structures souterraines ; économie de l'exploitation des mines et entreprises de prospection ; écologie ; génie électrique et automatisation de chaînes de production ; alimentation électrique des infrastructures minières.

## Enseignant célèbre
- Vladimir Obroutchev (1921-1929), géologue
- Georgy Mondzolevski (en) (né en 1934), champion olympique et champion du monde de volleyball
- Dmytro Albertovytch Salamatine (né en 1965), homme politique ukrainien

## Sources
- (en) Cet article est partiellement ou en totalité issu de l’article de Wikipédia en anglais intitulé « Moscow State Mining University » (voir la liste des auteurs).
- (en) L’Institut minier de Moscou sur le site Study in Russia.